# Церква Святого вмч Іоанна Нового Сочавського
Церква Святого вмч Іоанна Нового Сочавського — пам'ятка архітектури національного значення (охоронний № 1466) XIV–XIX ст. Адреса: Вулиця Шабська, 116.

## Історія
Підземна церква Іоана Сучавського зведена над колодязем, на місці, де, за переказами, в 1330 році стратили молдавського купця Іона, який відмовився прийняти мусульманство. За іншою легендою, святий великомученик Йоан Сучавський за часів перебування в Аккермані користувався водою з джерела на місці церкви. Вода в джерелі вважається цілющою, а сама церква — місцем, у якому збираються паломники. Заснована церква була у 14 столітті, а сучасного вигляду набула у 19-му.

## Опис
Споруда зального типу, прямокутна в плані 5.5 на 3 м, висотою 3 м, орієнтована за віссю північ-південь. Із заходу примикає до вапняної скелі. Три інші стіни та напівциркульний звід складені з добре підігнаних блоків тесаного вапняку на вапняному розчині. До рівня шалиги зводу споруда знаходиться в землі, вхід через проріз, обкладений каменем з північного боку, до нього ведуть кам'яні сходи з 10 сходинок. У східній стіні є два напівциркульні невеликі віконні отвори, що служили джерелом природного освітлення. У південно-східному куті споруди знаходиться прямокутний у плані колодязь.